# Dividendenkontinuität
Dividendenkontinuität ist die Strategie von Unternehmen im Rahmen ihrer Ausschüttungspolitik, eine möglichst konstante und von aktuellen Ertragsschwankungen unabhängige Dividende an Aktionäre auszuschütten.

## Allgemeines
Faktoren der Ausschüttungspolitik eines Unternehmens sind die Dividendenrendite, absolute Höhe der Dividende pro Aktie, die Ausschüttungsquote (gezahlte Dividende im Verhältnis zum erwirtschafteten Jahresüberschuss) und Rückkäufe eigener Aktien. Je niedriger die Ausschüttungsquote, umso höher ist folglich die Quote der Gewinnthesaurierung. Dividendenkontinuität spielt Prokot zufolge eine dominante Rolle im Ausschüttungsverhalten deutscher Aktiengesellschaften, weil sich Dividenden deutlich träger als die Gewinne der deutschen Unternehmen verhalten hätten. Ein derart hoher Stellenwert der Dividendenkontinuität ist im Ausland weitgehend unbekannt. Insbesondere in den USA und Großbritannien sind die Quartalsdividenden genauso volatil wie die Ergebnisse, auf denen sie beruhen. Das liegt vor allem daran, dass die Mobilisierung ergebnisglättender stiller Reserven weitgehend unbekannt ist und ein Rückgriff auf offene Rücklagen zur Stabilisierung der Dividende unüblich ist.

## Bilanzielle Fragen
Dividendenausschüttungen sollen im Regelfall das Resultat eines erwirtschafteten Jahresüberschusses sein und die Ertragslage eines Unternehmens angemessen reflektieren. Demzufolge führt eine schwankende Ertragslage auch zu schwankenden Dividendenzahlungen, in Verlustjahren wird keine Dividende ausgeschüttet. Hierin kommt zum Ausdruck, dass Aktien einen Teilhaberwert verbriefen. Dividendenkontinuität indes lässt die aktuelle Ertragslage eines Unternehmens völlig unberücksichtigt und gewährleistet Aktionären eine konstante, zinsähnliche Ausschüttung wie bei Schuldverschreibungen.
Liegen die Dividendenzahlungen im Rahmen der Dividendenkontinuität in einem Geschäftsjahr über dem erwirtschafteten Jahresüberschuss oder ist sogar ein Verlust angefallen, stellt sich die Frage, wie die auszuschüttenden Dividenden gegenfinanziert werden sollen. Typischer Fall ist die Auflösung von Gewinnrücklagen und Gewinnvorträgen, die ein Niveau erreicht haben müssen, bei dem die in § 150 Abs. 3 und 4 AktG vorgesehene Ausschüttungssperre nicht wirkt. Diese Reserven stammen aus früheren, nicht ausgeschütteten Gewinnen. Dividendenkontinuität bewirkt somit in ertragsschwachen oder gar verlustbringenden Geschäftsjahren, dass die Unternehmenssubstanz angegriffen wird. Das führt wiederum zu einer Schwächung der Gläubiger, weil für deren Forderungen das um die Ausschüttungen reduzierte Eigenkapital – zu dem Rücklagen gehören – des Unternehmens haftet. Dies gilt auch für den Fall, dass ein Unternehmen die Dividenden sogar durch Kreditaufnahme finanziert in der Annahme, dass die gezahlten Dividenden künftig erwirtschaftet werden können.

## Kritik
Von Anlegerseite wird durch Finanzanalysten oder Aktionärsvereinigungen die Dividendenkontinuität kritisiert, wenn sie nicht zur Unternehmensentwicklung passt. Dies kann der Fall sein, wenn aus Rücksicht auf das Interesse der Anleger nach einer konstanten Ausschüttung, die Dividende erst deutlich zu spät auf ein wirtschaftlich begründbares Maß gekürzt wird. Ebenfalls werden Fälle kritisiert, in denen auf Grund von Kontinuität mit der Dividende ein Vielfaches dessen ausgeschüttet wird, was das Unternehmen verdient hat. Ein solcher Griff in die Rücklagen sei schädlich für das Unternehmen und letztlich nicht im Interesse der Anleger.